# Laubono
Laubono (Laubonu, Laubanu, Laubunu, Laubuno, Lau Buno) ist ein osttimoresischer Suco im Verwaltungsamt Atsabe (Gemeinde Ermera).

## Geographie

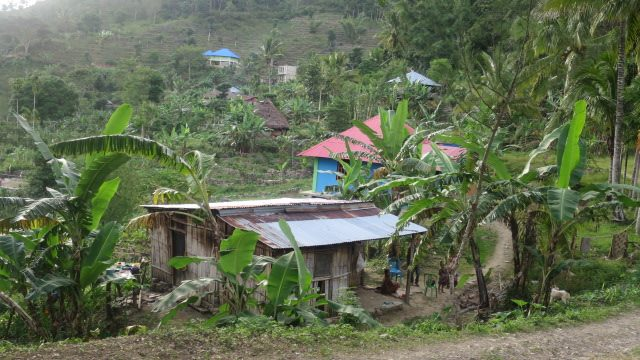
Wohnhütte in Laubono

Vor der Gebietsreform 2015 hatte Laubono eine Fläche von 22,05 km². Nun sind es 21,52 km². Der Suco liegt im Westen des Verwaltungsamts Atsabe. Östlich liegen die Sucos Leimea Leten, Tiarlelo, Batu Mano, Lacao und Obulo. Im Norden grenzt Laubono an das Verwaltungsamt Hatulia mit seinem Suco Leimea-Craic. Im Westen befindet sich das zur Gemeinde Bobonaro gehörende Verwaltungsamt Cailaco mit seinen Sucos Goulolo, Guenu Lai, Atudara und Raiheu und im Süden das gleichnamige Verwaltungsamt Bobonaro mit seinem Suco Soileco. Die Grenze zu Tiarlelo und Leimea Leten bildet der Fluss Baluani. Er mündet in den Ladiban, dem Grenzfluss zu Leimea-Craic. Er fließt wiederum in den Fluss Marobo, der im Zentrum des Sucos entspringt und der einer der wichtigsten Nebenflüsse des Lóis ist. In den Marobo münden auch die anderen westlichen Grenzflüsse Bulobu und Babonasolan.
An der Westgrenze liegen die Dörfer Brahua (Brabua) und Eremeta und im Nordosten, an der Grenze zu Tiarlelo die Ortschaften Airae, Biabote (Biabole) und Sirui. Eremeta hat eine Grundschule, die Escola Laubono. Größere Straßen zur Anbindung an die Außenwelt fehlen. So mussten für die Parlamentswahlen in Osttimor 2007 die Wahlurnen zum Wahllokal in der Grundschule mit Trägern und Pferden gebracht und wieder abgeholt werden.
Im Suco befinden sich die drei Aldeias Biabote, Purogoa und Sirui/Purogoa.

## Einwohner
Im Suco leben 1.253 Einwohner (2022), davon sind 624 Männer und 629 Frauen. Im Suco gibt es 232 Haushalte. Alle Einwohner geben Kemak als ihre Muttersprache an.

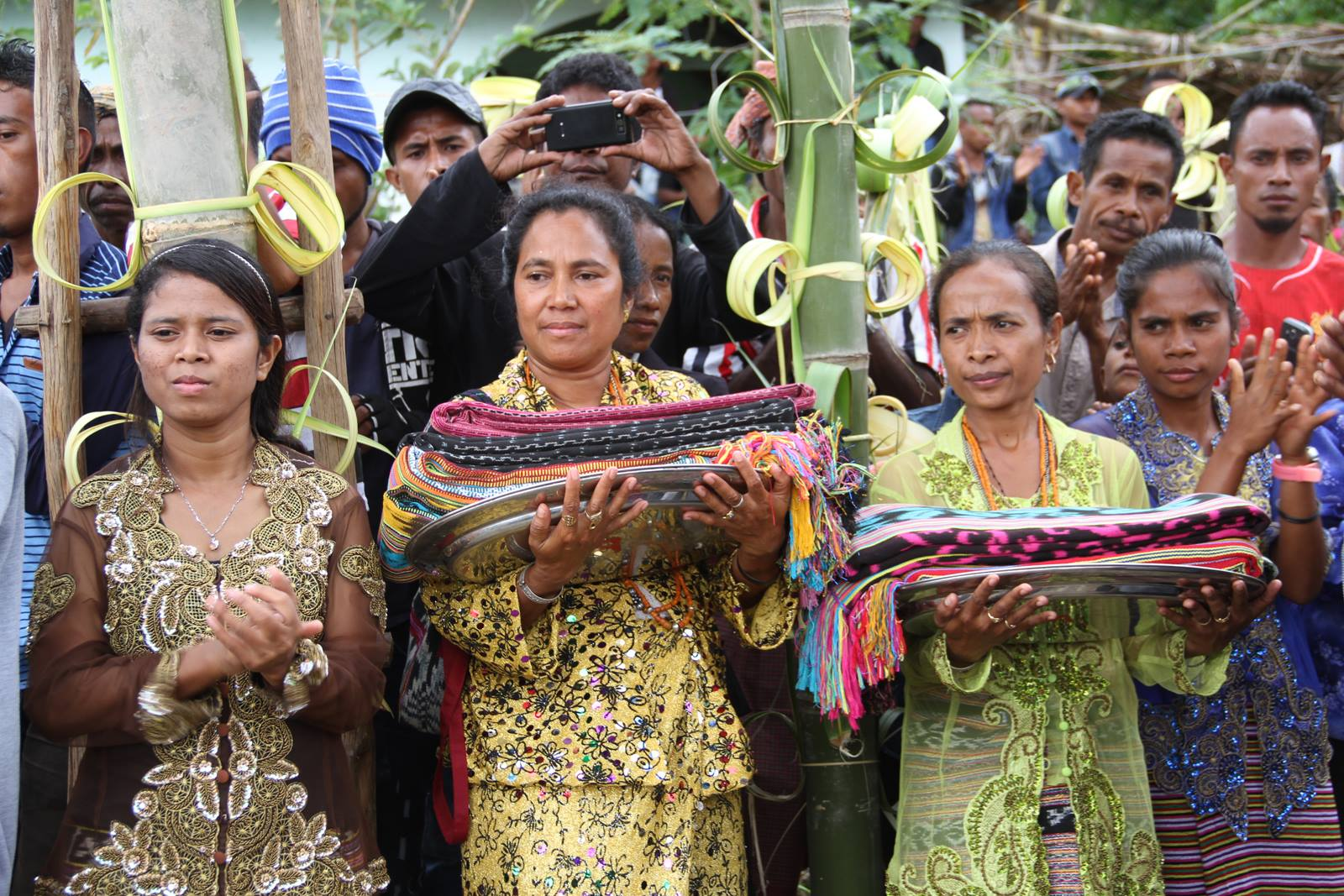
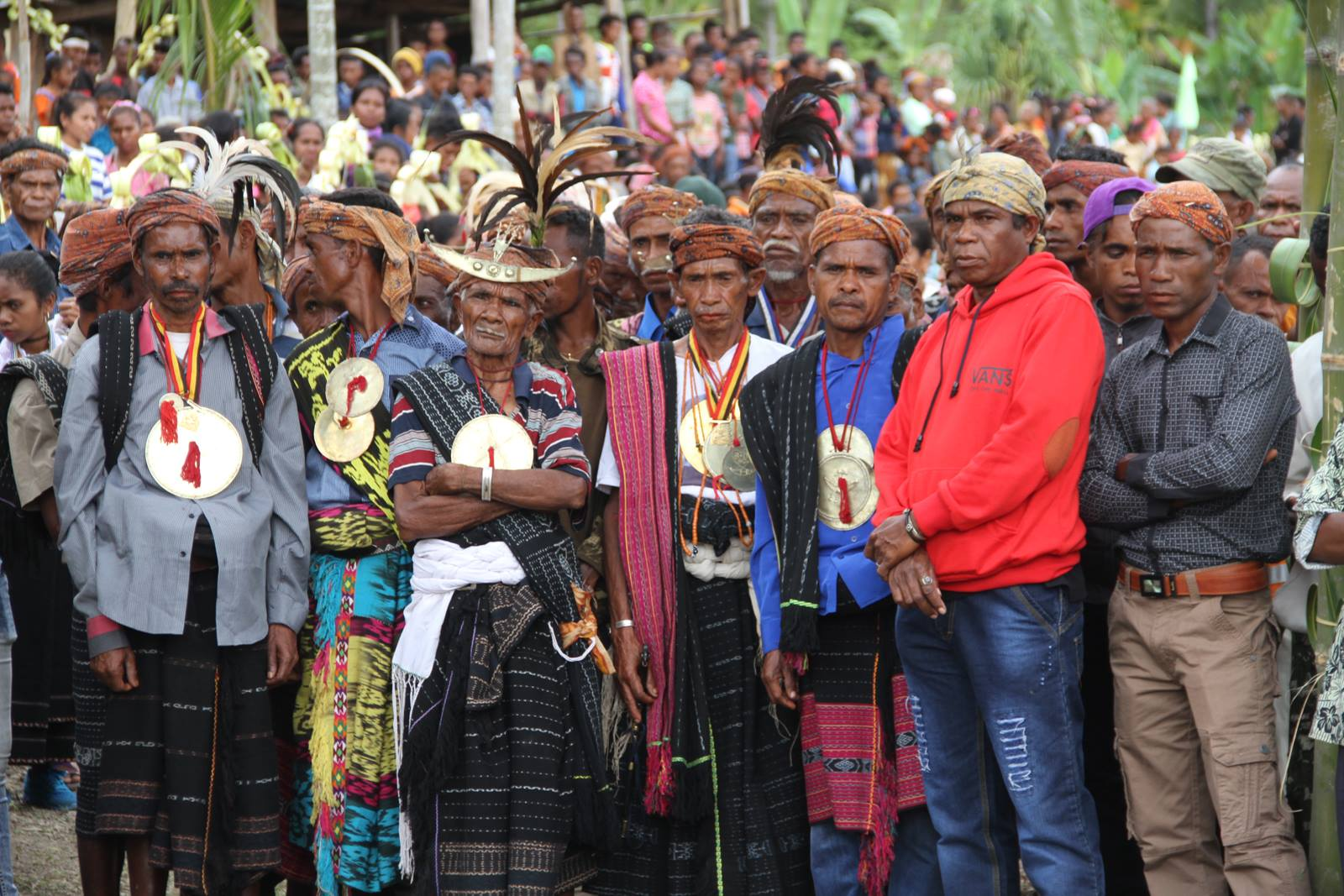
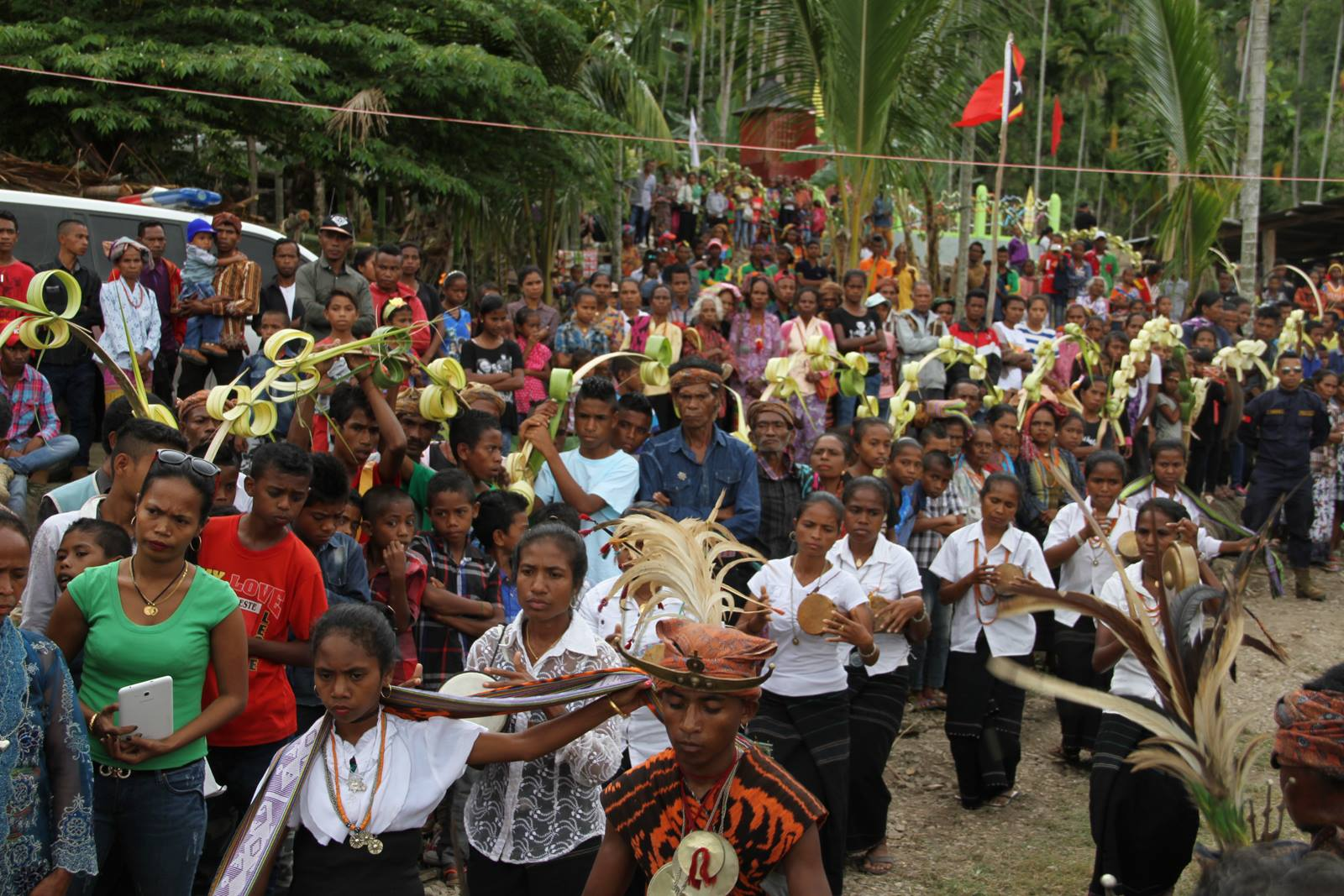
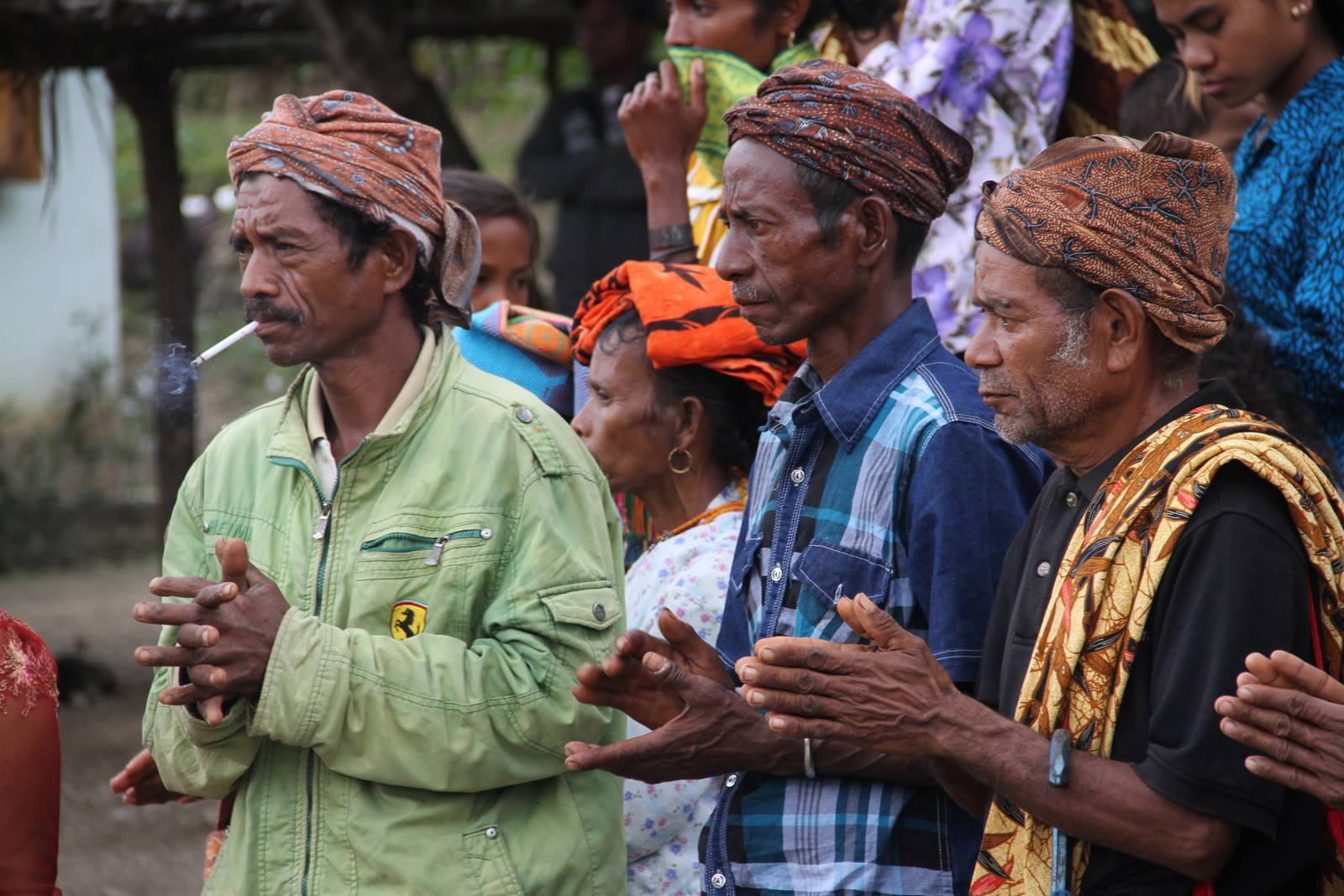
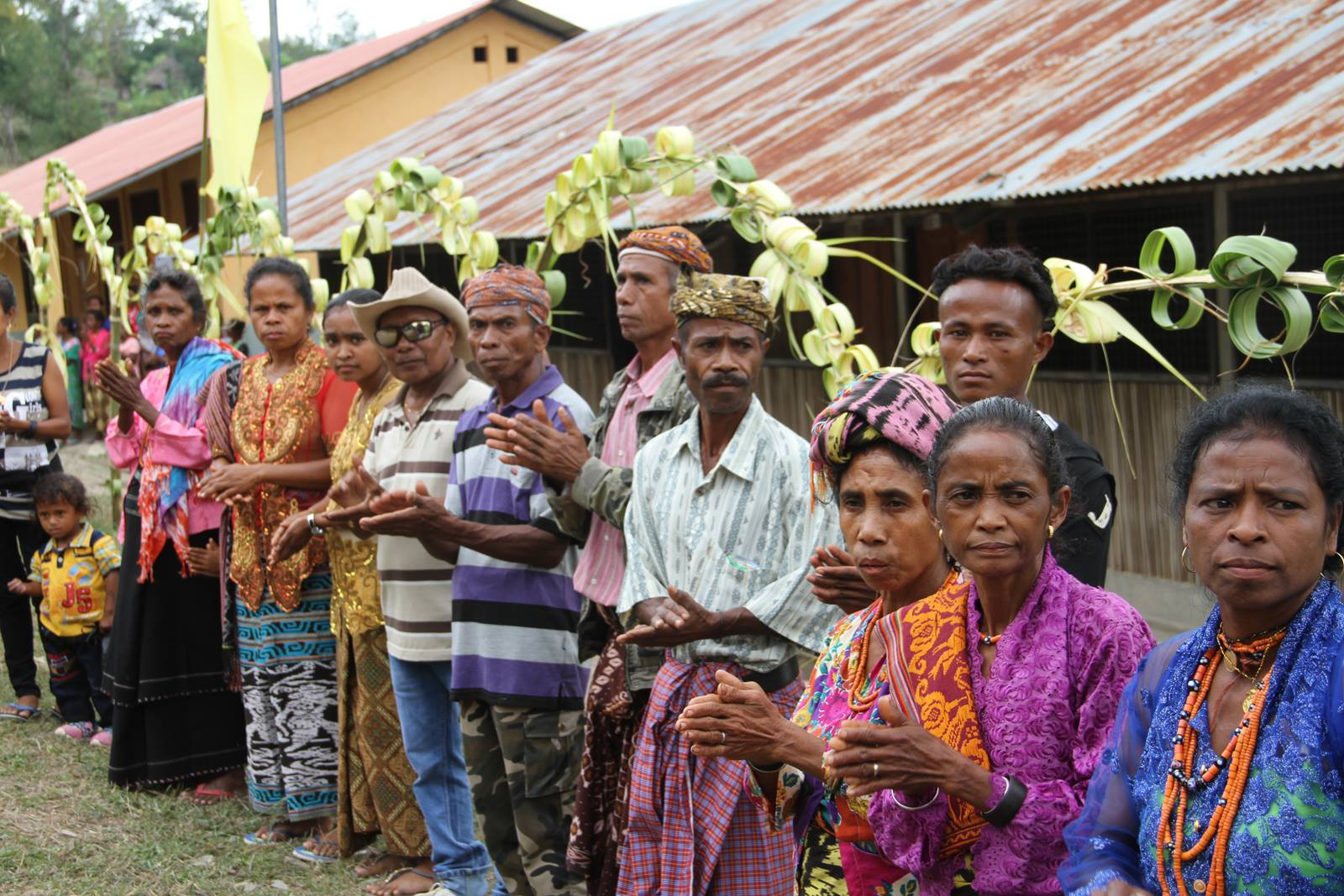
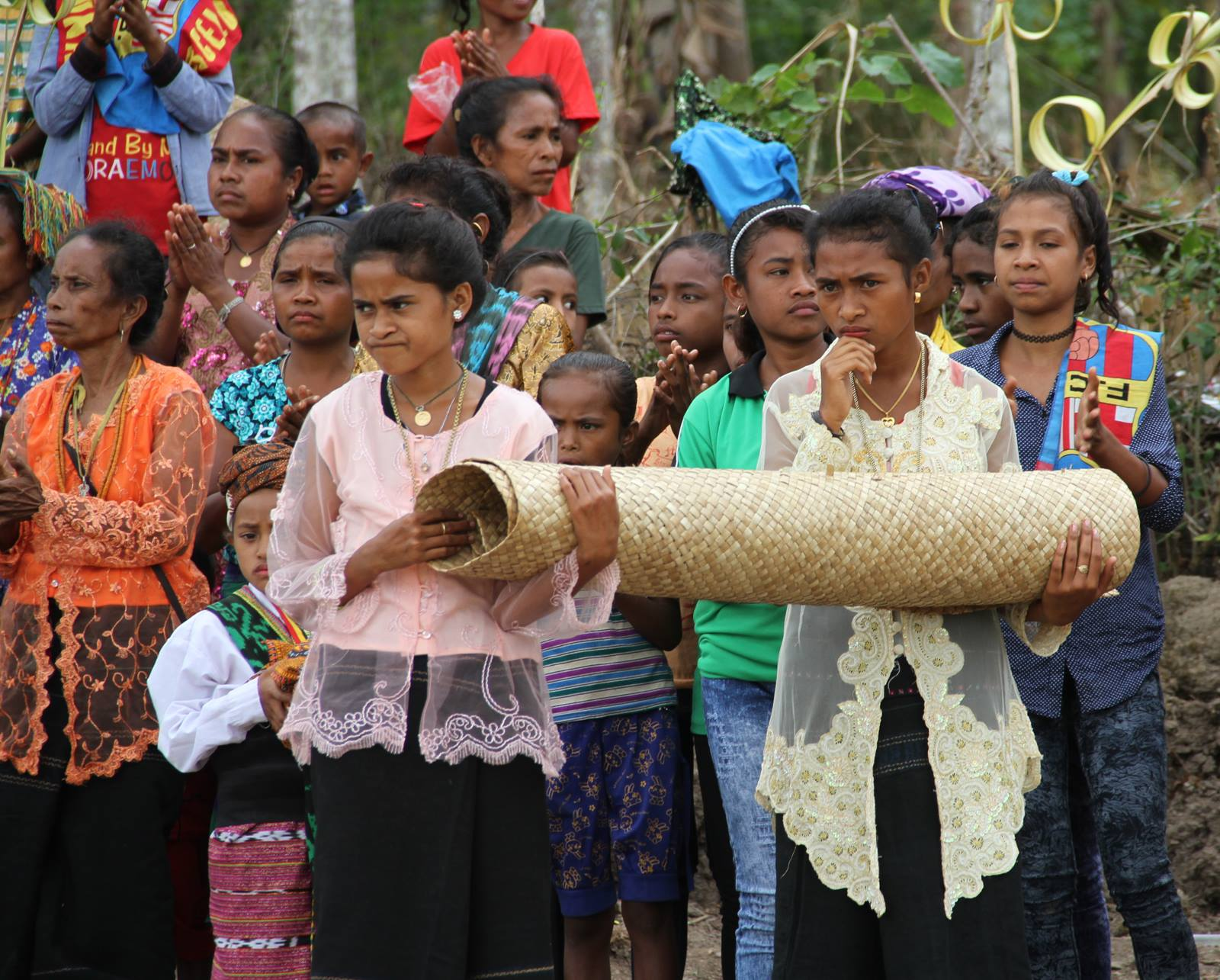

## Geschichte

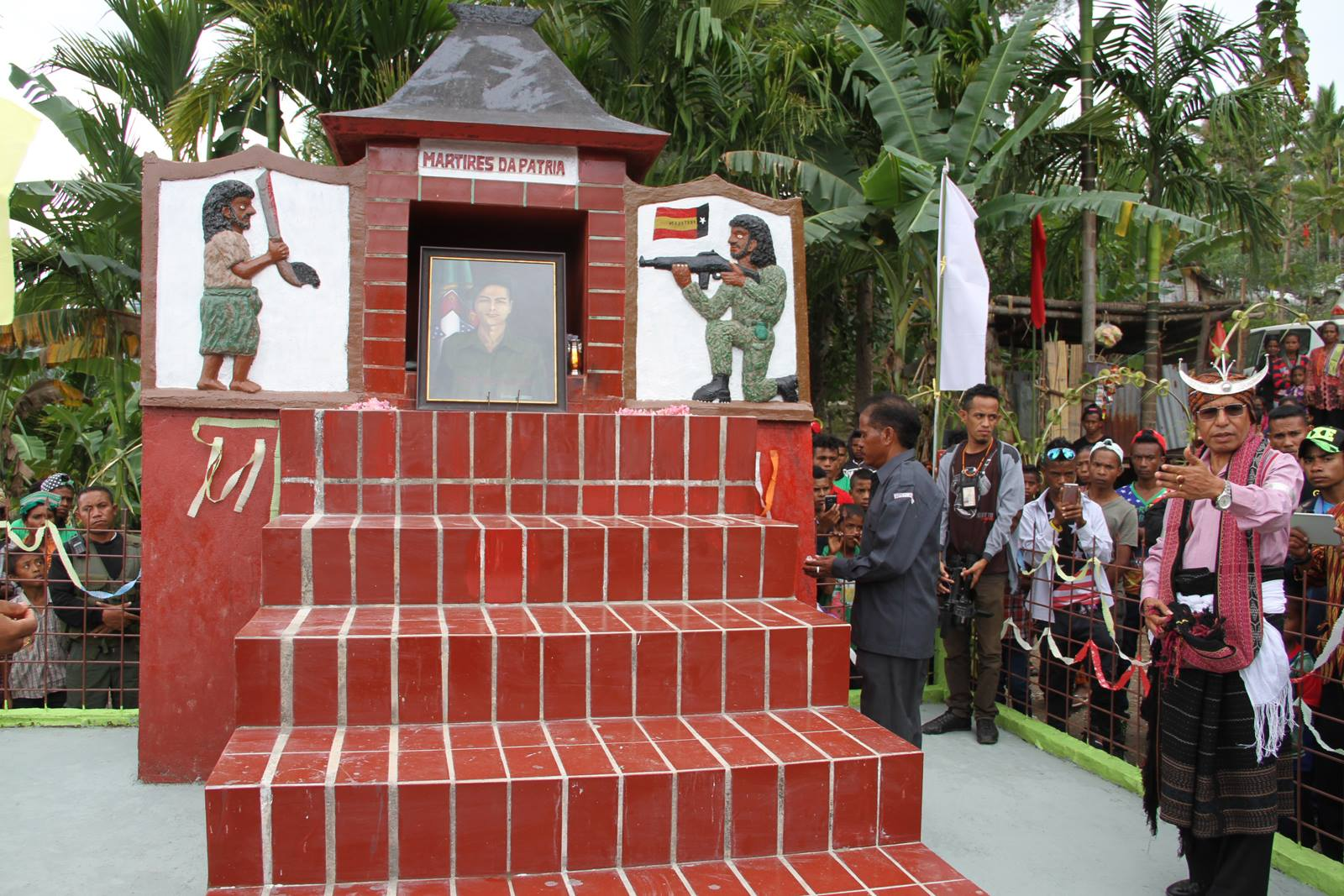
Ehrenmal für Märtyrer des Freiheitskampfes

Anfang Januar 2003 wurden Tiarlelo und Laubono von bis zu 15 mit Sturmhauben maskierten Banditen mit automatischen Waffen und alten indonesischen Uniformen überfallen, 25 km von der Grenze zu Indonesien entfernt. Drei Menschen wurden getötet und fünf verletzt. Die Verteidigungskräfte Osttimors schickten daraufhin 180 Soldaten für Polizeiaufgaben in die Region. Mitglieder von Colimau 2000 – einer Organisation, die von ehemaligen im Untergrund arbeitenden Jugendaktivisten gegründet wurde – wurden beschuldigt in die Überfälle verwickelt gewesen zu sein, bei denen insgesamt sieben Menschen starben. Massenverhaftungen folgten, doch von den Gerichten wurden alle Verdächtige wieder freigelassen.

## Politik

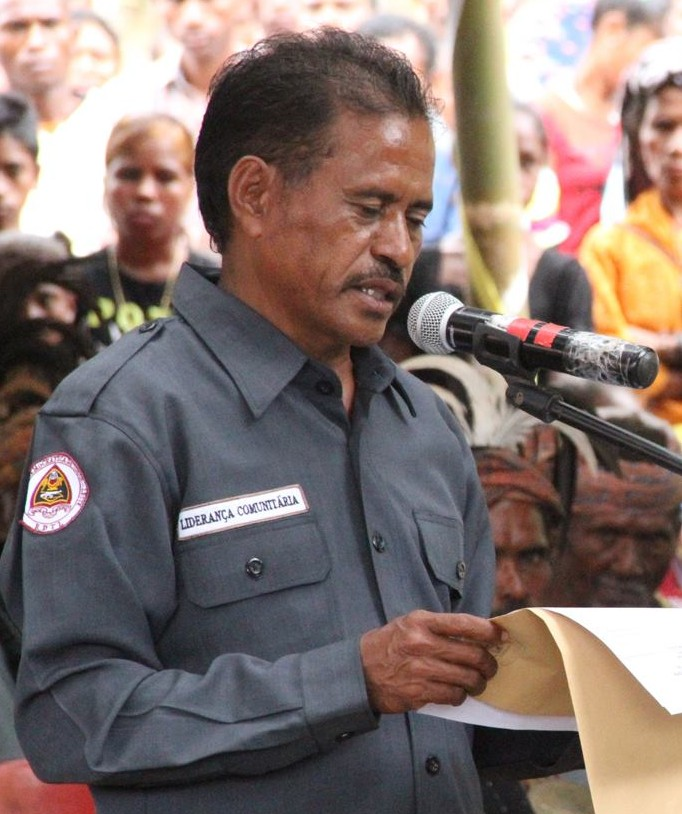
Francisco P. Horta (2016)

Bei den Wahlen von 2004/2005 wurde Felisberto Gomes zum Chefe de Suco gewählt. Bei den Wahlen 2009 gewann Francisco P. Horta und wurde 2016 in seinem Amt bestätigt.